# Song Yuxin
Dans ce nom chinois, le nom de famille, Song, précède le nom personnel.
Song Yuxin est une joueuse d'échecs chinoise née le 18 octobre 2005. 
Au 1er août 2023, elle est la 8e joueuse chinoise et la 46e joueuse mondiale avec un classement Elo de 2 404 points.

## Biographie et carrière
Song Yuxin représenta la Chine à l'Olympiade des moins de 16 ans (championnat du monde par équipes de moins de 16 ans) de 2016 (comme remplaçante de l'équipe 1 de Chine) et en 2018 (au troisième échiquier), obtenant la médaille de bronze par équipe en 2018.
En 2018, elle remporta la médaille d'argent au championnat du monde des filles de moins de 14 ans derrière Ning Kaiyu.
Elle  obtint le titre de maître international féminin en 2019. La même année, elle finit sixième du championnat du monde junior féminin (moins de vingt ans)
En mars 2023, elle finit deuxième du tournoi Radnickichess avec 7 points sur 9.
Elle remporte le championnat d'Asie féminin en 2025.

## Championnats de Chine féminins
En 2020, elle finit à la quatrième place ex æquo du championnat de Chine d'échecs (avec 7 points sur 11).
En 2021, elle est quatrième du championnat chinois féminin avec 6,5 points sur 11.
En 2022, elle finit cinquième avec 6,5 / 11 du championnat chinois féminin.
En 2023, elle est seule deuxième du championnat chinois féminin avec 7,5 points sur 11.